# Vesperus nigellus
Vesperus nigellus es una especie de insecto coleóptero de la familia Vesperidae. Estos longicornios son endémicos de las islas Baleares.
V. nigellus mide entre 15 y 25 mm, estando activos los adultos desde julio hasta noviembre.